# Selección de fútbol de Vietnam

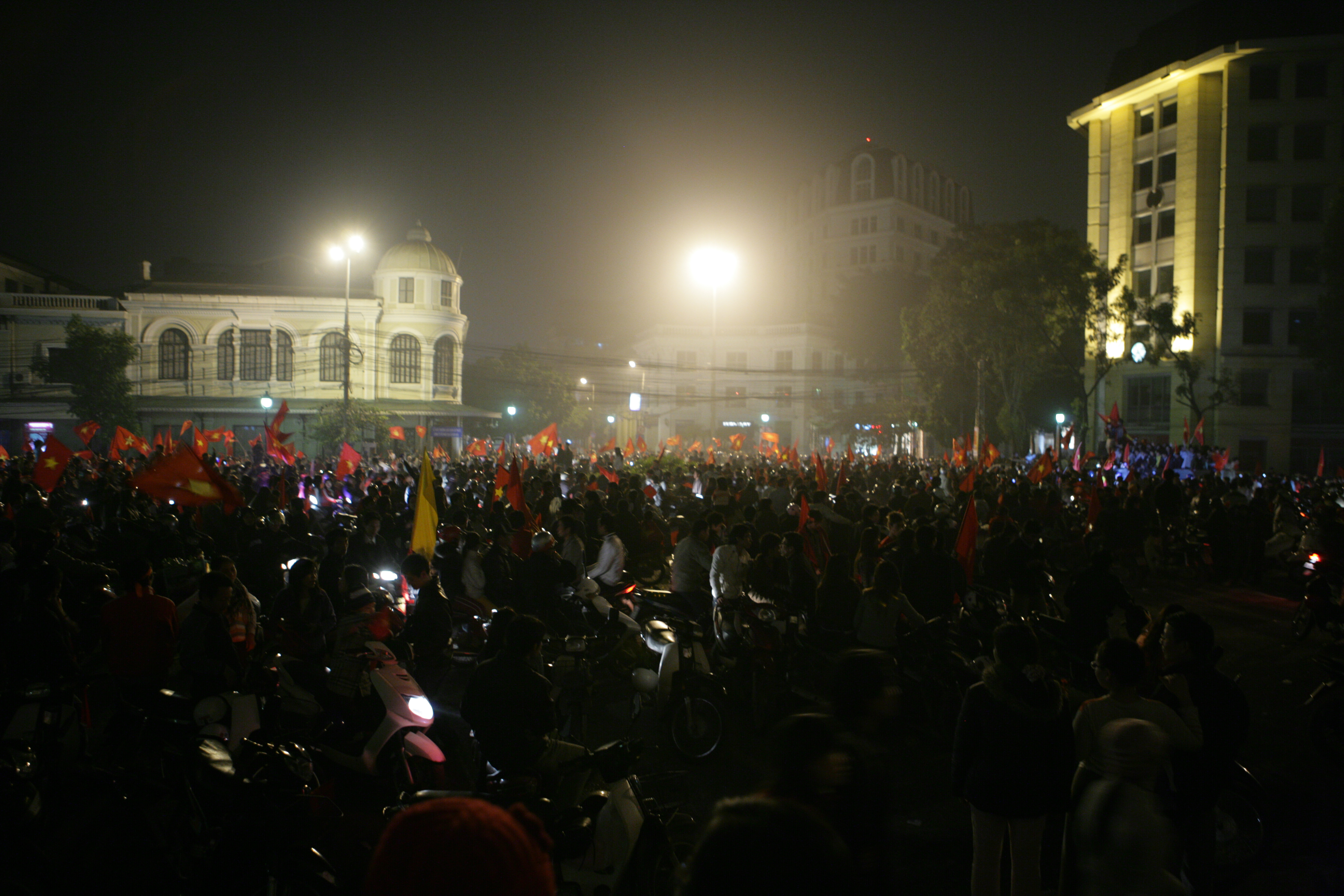
Aficionados en un triunfo de Vietnam.

La selección de fútbol de Vietnam (en vietnamita: Đội tuyển bóng đá quốc gia Việt Nam) es el equipo representativo del país en las competiciones oficiales. Su organización está a cargo de la Federación de Fútbol de Vietnam, perteneciente a la AFC y es miembro de FIFA.
Cuando Vietnam estaba dividido en Vietnam del Norte y Vietnam del Sur, el primero no estaba afiliado a la FIFA y la AFC y participaba en pocos partidos (sobre todo contra otros países comunistas) mientras que Vietnam del Sur era mucho más activo teniendo destacadas actuaciones en las primeras ediciones de la Copa Asiática. En 1976 tras la unificación estas últimas desaparecieron y hasta 1991 Vietnam unificada no jugo como un solo equipo. A pesar de que Vietnam del Norte salió victorioso en la unificación, la actual selección de fútbol de Vietnam se considera sucesora de la selección de fútbol de Vietnam del Sur (no de la selección de Vietnam del Norte), ya que Vietnam unificado heredó la membresía de Vietnam del Sur en la FIFA y la AFC.
Por lo que su primera actuación como Vietnam unida fue en la Copa Asiática 2007 en la que estuvo clasificada como equipo anfitrión junto con Tailandia, Malasia e Indonesia donde llegó a los cuartos de final.

## Estadísticas

### Copa Mundial de Fútbol
| Copa Mundial de Fútbol | Copa Mundial de Fútbol  | Copa Mundial de Fútbol  | Copa Mundial de Fútbol  | Copa Mundial de Fútbol  | Copa Mundial de Fútbol  | Copa Mundial de Fútbol  | Copa Mundial de Fútbol  |
| Año                    | Ronda                   | J                       | G                       | E                       | P                       | GF                      | GC                      |
| ---------------------- | ----------------------- | ----------------------- | ----------------------- | ----------------------- | ----------------------- | ----------------------- | ----------------------- |
| 1930 - 1938            | No existía la selección | No existía la selección | No existía la selección | No existía la selección | No existía la selección | No existía la selección | No existía la selección |
| Como Vietnam           |                         |                         |                         |                         |                         |                         |                         |
| 1950 - 1954            | No participó            | No participó            | No participó            | No participó            | No participó            | No participó            | No participó            |
| Como Vietnam del Sur   |                         |                         |                         |                         |                         |                         |                         |
| 1966 - 1970            | No participó            | No participó            | No participó            | No participó            | No participó            | No participó            | No participó            |
| 1974                   | No clasificó            | No clasificó            | No clasificó            | No clasificó            | No clasificó            | No clasificó            | No clasificó            |
| Como Vietnam           |                         |                         |                         |                         |                         |                         |                         |
| 1978                   | No participó            | No participó            | No participó            | No participó            | No participó            | No participó            | No participó            |
| 1982                   | No participó            | No participó            | No participó            | No participó            | No participó            | No participó            | No participó            |
| 1986                   | No participó            | No participó            | No participó            | No participó            | No participó            | No participó            | No participó            |
| 1990                   | No participó            | No participó            | No participó            | No participó            | No participó            | No participó            | No participó            |
| 1994                   | No clasificó            | No clasificó            | No clasificó            | No clasificó            | No clasificó            | No clasificó            | No clasificó            |
| 1998                   | No clasificó            | No clasificó            | No clasificó            | No clasificó            | No clasificó            | No clasificó            | No clasificó            |
| 2002                   | No clasificó            | No clasificó            | No clasificó            | No clasificó            | No clasificó            | No clasificó            | No clasificó            |
| 2006                   | No participó            | No participó            | No participó            | No participó            | No participó            | No participó            | No participó            |
| 2010                   | No participó            | No participó            | No participó            | No participó            | No participó            | No participó            | No participó            |
| 2014                   | No clasificó            | No clasificó            | No clasificó            | No clasificó            | No clasificó            | No clasificó            | No clasificó            |
| 2018                   | No clasificó            | No clasificó            | No clasificó            | No clasificó            | No clasificó            | No clasificó            | No clasificó            |
| 2022                   | No clasificó            | No clasificó            | No clasificó            | No clasificó            | No clasificó            | No clasificó            | No clasificó            |
| 2026                   | No clasificó            | No clasificó            | No clasificó            | No clasificó            | No clasificó            | No clasificó            | No clasificó            |
| 2030                   | Por disputarse          | Por disputarse          | Por disputarse          | Por disputarse          | Por disputarse          | Por disputarse          | Por disputarse          |
| 2034                   | Por disputarse          | Por disputarse          | Por disputarse          | Por disputarse          | Por disputarse          | Por disputarse          | Por disputarse          |
| Total                  | 0/23                    | -                       | -                       | -                       | -                       | -                       | -                       |

### Copa Asiática
| Copa Asiática        | Copa Asiática        | Copa Asiática        | Copa Asiática        | Copa Asiática        | Copa Asiática        | Copa Asiática        | Copa Asiática        |
| Año                  | Ronda                | J                    | G                    | E                    | P                    | GF                   | GC                   |
| Como Vietnam del Sur | Como Vietnam del Sur | Como Vietnam del Sur | Como Vietnam del Sur | Como Vietnam del Sur | Como Vietnam del Sur | Como Vietnam del Sur | Como Vietnam del Sur |
| -------------------- | -------------------- | -------------------- | -------------------- | -------------------- | -------------------- | -------------------- | -------------------- |
| 1956                 | Cuarto lugar         | 3                    | 0                    | 1                    | 2                    | 6                    | 9                    |
| 1960                 | Cuarto lugar         | 3                    | 0                    | 0                    | 3                    | 2                    | 12                   |
| 1964                 | No clasificó         | No clasificó         | No clasificó         | No clasificó         | No clasificó         | No clasificó         | No clasificó         |
| 1968                 | No clasificó         | No clasificó         | No clasificó         | No clasificó         | No clasificó         | No clasificó         | No clasificó         |
| 1972                 | Se retiró            | Se retiró            | Se retiró            | Se retiró            | Se retiró            | Se retiró            | Se retiró            |
| 1976                 | No clasificó         | No clasificó         | No clasificó         | No clasificó         | No clasificó         | No clasificó         | No clasificó         |
| Como Vietnam         |                      |                      |                      |                      |                      |                      |                      |
| 1980                 | No participó         | No participó         | No participó         | No participó         | No participó         | No participó         | No participó         |
| 1984                 | No participó         | No participó         | No participó         | No participó         | No participó         | No participó         | No participó         |
| 1988                 | No participó         | No participó         | No participó         | No participó         | No participó         | No participó         | No participó         |
| 1992                 | No participó         | No participó         | No participó         | No participó         | No participó         | No participó         | No participó         |
| 1996                 | No clasificó         | No clasificó         | No clasificó         | No clasificó         | No clasificó         | No clasificó         | No clasificó         |
| 2000                 | No clasificó         | No clasificó         | No clasificó         | No clasificó         | No clasificó         | No clasificó         | No clasificó         |
| 2004                 | No clasificó         | No clasificó         | No clasificó         | No clasificó         | No clasificó         | No clasificó         | No clasificó         |
| 2007                 | Cuartos de final     | 4                    | 1                    | 1                    | 2                    | 4                    | 7                    |
| 2011                 | No clasificó         | No clasificó         | No clasificó         | No clasificó         | No clasificó         | No clasificó         | No clasificó         |
| 2015                 | No clasificó         | No clasificó         | No clasificó         | No clasificó         | No clasificó         | No clasificó         | No clasificó         |
| 2019                 | Cuartos de final     | 5                    | 1                    | 1                    | 3                    | 5                    | 7                    |
| 2023                 | Fase de grupos       | 3                    | 0                    | 0                    | 3                    | 4                    | 8                    |
| 2027                 | Por definir          | Por definir          | Por definir          | Por definir          | Por definir          | Por definir          | Por definir          |
| Total                | 5/18                 | 18                   | 2                    | 3                    | 13                   | 21                   | 43                   |

## Torneos regionales

### Campeonato de Fútbol de la ASEAN
| Campeonato de Fútbol de la ASEAN | Campeonato de Fútbol de la ASEAN | Campeonato de Fútbol de la ASEAN | Campeonato de Fútbol de la ASEAN | Campeonato de Fútbol de la ASEAN | Campeonato de Fútbol de la ASEAN | Campeonato de Fútbol de la ASEAN | Campeonato de Fútbol de la ASEAN |
| Año                              | Ronda                            | J                                | G                                | E                                | P                                | GF                               | GC                               |
| -------------------------------- | -------------------------------- | -------------------------------- | -------------------------------- | -------------------------------- | -------------------------------- | -------------------------------- | -------------------------------- |
| 1996                             | Tercer lugar                     | 6                                | 3                                | 2                                | 1                                | 14                               | 10                               |
| 1998                             | Subcampeón                       | 5                                | 3                                | 1                                | 1                                | 8                                | 2                                |
| 2000                             | Cuarto lugar                     | 6                                | 3                                | 1                                | 2                                | 14                               | 6                                |
| 2002                             | Tercer lugar                     | 6                                | 4                                | 1                                | 1                                | 21                               | 12                               |
| 2004                             | Fase de grupos                   | 4                                | 2                                | 1                                | 1                                | 13                               | 5                                |
| 2007                             | Semifinales                      | 5                                | 1                                | 3                                | 1                                | 10                               | 3                                |
| 2008                             | Campeón                          | 7                                | 4                                | 2                                | 1                                | 11                               | 6                                |
| 2010                             | Semifinales                      | 5                                | 2                                | 1                                | 2                                | 8                                | 5                                |
| 2012                             | Fase de grupos                   | 3                                | 0                                | 1                                | 2                                | 2                                | 5                                |
| 2014                             | Semifinales                      | 5                                | 3                                | 1                                | 1                                | 12                               | 8                                |
| 2016                             | Semifinales                      | 5                                | 3                                | 1                                | 1                                | 8                                | 6                                |
| 2018                             | Campeón                          | 8                                | 6                                | 2                                | 0                                | 15                               | 4                                |
| 2020                             | Semifinales                      | 6                                | 3                                | 2                                | 1                                | 9                                | 2                                |
| 2022                             | Subcampeón                       | 8                                | 4                                | 3                                | 1                                | 16                               | 3                                |
| 2024                             | Campeón                          | 8                                | 7                                | 1                                | 0                                | 21                               | 6                                |
| Total                            | 15/15                            | 87                               | 48                               | 23                               | 16                               | 182                              | 83                               |

## Palmarés
- Campeonato de fútbol de la ASEAN (2): 2008 y 2018.
- Juegos de la ASEAN (1): 1959.
- Torneos amistosos:
  - VFF Cup (1): 2022.
  - Torneo Merdeka (1): 1966.

## Últimos partidos y próximos encuentros
Actualizado al último partido jugado el 5 de enero de 2025
| Fecha      | Ciudad       | Local     | Resultado | Visitante | Competición                      |
| ---------- | ------------ | --------- | --------- | --------- | -------------------------------- |
| 12-10-2024 | Nam Định     | Vietnam   | 1:1       | India     | Partido amistoso                 |
| 09-12-2024 | Vientián     | Laos      | 1:4       | Vietnam   | Copa AFF 2024                    |
| 16-12-2024 | Việt Trì     | Vietnam   | 1:0       | Indonesia | Copa AFF 2024                    |
| 19-12-2024 | Manila       | Filipinas | 1:1       | Vietnam   | Copa AFF 2024                    |
| 22-12-2024 | Hanói        | Vietnam   | 5:0       | Birmania  | Copa AFF 2024                    |
| 26-12-2024 | Jalan Besar  | Singapur  | 0:2       | Vietnam   | Copa AFF 2024                    |
| 29-12-2024 | Việt Trì     | Vietnam   | 3:1       | Singapur  | Copa AFF 2024                    |
| 02-01-2025 | Việt Trì     | Vietnam   | 2:1       | Tailandia | Copa AFF 2024                    |
| 05-01-2025 | Bangkok      | Tailandia | 2:3       | Vietnam   | Copa AFF 2024                    |
| 19-03-2025 | Thủ Dầu Một  | Vietnam   | -:-       | Camboya   | Partido amistoso                 |
| 25-03-2025 | Ho Chi Minh  | Vietnam   | -:-       | Laos      | Clasificación Copa Asiática 2027 |
| 10-06-2025 | Kuala Lumpur | Malasia   | -:-       | Vietnam   | Clasificación Copa Asiática 2027 |

## Uniformes
| Local 2005–2008 |  | Visita 2005–2008 |

| Local 2009–2010 |  | Visita 2009–2010 |  | Local 2010–2012 |  | Visita 2010–2012 |  | Local 2012–2014 |  | Visita 2012–2014 |

| Local 2014-2018 |  | Visita 2014-2018 |  | Local 2018 |  | Visita 2018 |  | Local 2019 |  | Visita 2019 |  | Local 2020 |  | Visita 2020 |

## Estadio
Vietnam juega sus partidos de local principalmente en el Estadio Nacional Mỹ Đình (en vietnamita: Sân vận động Quốc gia Mỹ Đình) en la capital del país Hanói y que cuenta con una capacidad para más de 40.000 espectadores. Fue inaugurado oficialmente en septiembre del 2003 para los Juegos de la ASEAN y fue la sede del evento de clausura de los juegos y tuvo un costo de 53 millones de dólares.

## Jugadores

### Última convocatoria
| 1  | POR | Trần Trung Kiên    | 9 de febrero de 2003 (22 años)     | 0  | 0  | Hoang Anh Gia Lai  |  |  |
| 21 | POR | Nguyễn Đình Triệu  | 4 de noviembre de 1991 (33 años)   | 11 | 0  | Hải Phòng          |  |  |
| 23 | POR | Nguyễn Văn Việt    | 12 de julio de 2002 (22 años)      | 1  | 0  | Sông Lam Nghệ An   |  |  |
|    | POR | Trịnh Xuân Hoàng   | 6 de noviembre de 2000 (24 años)   | 0  | 0  | Đông Á Thanh Hóa   |  |  |
|    |     |                    |                                    |    |    |                    |  |  |
| 2  | DEF | Đỗ Duy Mạnh        | 29 de septiembre de 1996 (28 años) | 67 | 1  | Hanoi FC           |  |  |
| 3  | DEF | Nguyễn Văn Vĩ      | 12 de febrero de 1998 (27 años)    | 11 | 4  | Thép Xanh Nam Định |  |  |
| 4  | DEF | Bùi Tiến Dũng      | 2 de octubre de 1995 (29 años)     | 59 | 1  | The Cong-Viettel   |  |  |
| 5  | DEF | Trương Tiến Anh    | 25 de abril de 1999 (26 años)      | 14 | 1  | The Cong-Viettel   |  |  |
| 6  | DEF | Nguyễn Thanh Bình  | 2 de noviembre de 2000 (24 años)   | 26 | 1  | The Cong-Viettel   |  |  |
| 16 | DEF | Nguyễn Thành Chung | 8 de septiembre de 1997 (27 años)  | 34 | 0  | Hanoi FC           |  |  |
| 17 | DEF | Vũ Văn Thanh       | 14 de abril de 1996 (29 años)      | 58 | 5  | Cong An Ha Noi     |  |  |
| 20 | DEF | Phạm Lý Đức        | 14 de febrero de 2003 (22 años)    | 0  | 0  | Hoang Anh Gia Lai  |  |  |
|    |     |                    |                                    |    |    |                    |  |  |
| 7  | MED | Nguyễn Hai Long    | 27 de agosto de 2000 (24 años)     | 10 | 4  | Hanoi FC           |  |  |
| 8  | MED | Châu Ngọc Quang    | 1 de febrero de 1996 (29 años)     | 12 | 2  | Hoang Anh Gia Lai  |  |  |
| 9  | MED | Võ Hoàng Minh Khoa | 12 de marzo de 2001 (24 años)      | 1  | 0  | Becamex Bình Dương |  |  |
| 11 | MED | Khuất Văn Khang    | 11 de mayo de 2003 (22 años)       | 21 | 1  | The Cong-Viettel   |  |  |
| 12 | MED | Doãn Ngọc Tân      | 15 de agosto de 1994 (30 años)     | 8  | 1  | Đông Á Thanh Hóa   |  |  |
| 13 | MED | Triệu Việt Hưng    | 19 de enero de 1997 (28 años)      | 4  | 0  | Hải Phòng          |  |  |
| 14 | MED | Nguyễn Hoàng Đức   | 11 de enero de 1998 (27 años)      | 50 | 2  | Phu Dong Ninh Binh |  |  |
| 19 | MED | Nguyễn Quang Hải   | 12 de abril de 1997 (28 años)      | 75 | 14 | Cong An Ha Noi     |  |  |
|    | MED | Nguyễn Thái Sơn    | 13 de julio de 2003 (21 años)      | 13 | 0  | Đông Á Thanh Hóa   |  |  |
|    | MED | Trần Bảo Toàn      | 14 de julio de 2000 (24 años)      | 0  | 0  | Hoang Anh Gia Lai  |  |  |
|    |     |                    |                                    |    |    |                    |  |  |
| 10 | DEL | Phạm Tuấn Hải      | 19 de mayo de 1998 (27 años)       | 37 | 8  | Hanoi FC           |  |  |
| 11 | DEL | Bùi Vĩ Hào         | 24 de febrero de 2003 (22 años)    | 12 | 2  | Becamex Bình Dương |  |  |
| 18 | DEL | Đinh Thanh Bình    | 19 de marzo de 1998 (27 años)      | 10 | 0  | Phu Dong Ninh Binh |  |  |
| 22 | DEL | Nguyễn Tiến Linh   | 20 de octubre de 1997 (27 años)    | 61 | 25 | Becamex Bình Dương |  |  |

## Entrenadores
Lista de entrenadores de la selección de fútbol de Vietnam desde 1991.
- Vũ Văn Tư (1991)
- Nguyễn Sỹ Hiển (1991)
- Trần Bình Sự (1993)
- Trần Duy Long (1994–1995)
- Edson Tavares (1995)
- Karl-Heinz Weigang (1995–1997)
- Trần Duy Long (1997)
- Lê Đình Chính (1997)
- Colin Murphy (1997–1998)
- Alfred Riedl (1998–2000)
- Dido (2000–2001)
- Henrique Calisto (2002)
- Alfred Riedl (2003)
- Nguyễn Thành Vinh (enero – febrero de 2004)
- Edson Tavares (marzo – diciembre de 2004)
- Trần Văn Khánh (diciembre de 2004 – 2005)
- Alfred Riedl (2005–2007)
- Henrique Calisto (junio de 2008 – marzo de 2011)
- Falko Götz (junio de 2011 – enero de 2012)
- Mai Đức Chung (febrero – agosto de 2012)
- Phan Thanh Hùng (septiembre – diciembre de 2012)
- Nguyễn Văn Sỹ (enero – mayo de 2013)
- Hoàng Văn Phúc (mayo de 2013 – abril de 2014)
- Toshiya Miura (mayo de 2014 – enero de 2016)
- Nguyễn Hữu Thắng (marzo de 2016 – agosto de 2017)
- Mai Đức Chung (agosto – septiembre de 2017)
- Park Hang-seo (29 de septiembre de 2017 – 31 de enero de 2023)
- Philippe Troussier (1 de marzo de 2023 – 26 de marzo de 2024)
- Kim Sang-sik (3 de mayo de 2024 –)